# Nemoura irani
Nemoura irani är en bäcksländeart som beskrevs av Aubert 1964. Nemoura irani ingår i släktet Nemoura och familjen kryssbäcksländor. Inga underarter finns listade i Catalogue of Life.